# Like a Hurricane
Like a Hurricane är en låt skriven av Neil Young. Young skrev låten 1975 och den var först tänkt att tas med på det vid tiden icke utgivna studioalbumet Chrome Dreams. Den kom för första gången ut på skiva i maj 1977 då den fanns med på albumet American Stars 'n Bars. I augusti samma år gavs en förkortad version ut på singel. Låten kom också att ingå på Neil Youngs första samlingsalbum Decade 1977. Låten har mycket ofta framförts av Young på konserter och den betraktas som en av hans mer välkända låtar.
Studioversionen är över 8 minuter lång, men under konsert blev den ibland ännu längre. I Rolling Stone beskrev Paul Nelson låttexten som en "beskrivning av en modern Gatsby, fångad mellan idén om transcendental kärlek och den immateriella verkligheten i den". Liveversioner av den finns tillgängliga på albumen Live Rust, Weld och Way Down in the Rust Bucket. Musikkritikern Robert Christgau menade att den bästa, "vildaste" versionen av låten återfinns på albumet Live Rust.